# چاک پالومبو
چاک پالومبو (انگلیسی: Chuck Palumbo؛ زادهٔ ۱۵ ژوئن ۱۹۷۱) کشتی‌گیر کشتی حرفه‌ای اهل ایالات متحده آمریکا است.